# مارک‌ردویتس
شهر مارک‌ردویتس (به آلمانی: Marktredwitz) در ایالت بایرن در کشور آلمان واقع شده‌است.